# زبان پیکتی

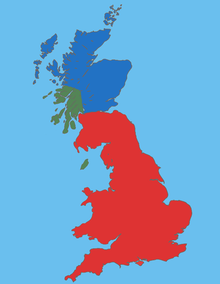
بریتانیای کبیر و جزایر مجاور آن در سده ۵ پس از میلاد، قبل از تهاجم و متعاقب آن اسکان آنگلو-ساکسون‌ها در بریتانیا قرمز: محدوده زبان‌های بریتونی آبی: محدوده زبان پیکتی سبز: محدوده زبان‌های گیلیک‌تبار

زبان پیکتی زبان مرده‌ای‌است که به نظر می‌آید تا آغاز سده‌های میانه گویشورانی در میان پیکت‌ها- بومیان شمال و مرکز اسکاتلند- داشته‌است. نخستین بار سینت بید در سال‌های آغازین سدهٔ هشتم ترسایی از این زبان به عنوان زبانی متمایز از زبان‌های ولزی و گائلیک باستان یادمی‌کند. از این زبان چیزی در دسترس نیست جز اندکی جاینام و نام کسانی که در یادمان‌ها آمده‌است.
این زبان را یک زبان سلتیک جزیره‌ای و به احتمال در پیوند با شاخهٔ بریتونی دانسته‌اند. هرچند که نظریه‌های دیگری هم دربارهٔ این زبان در میان است. بر طبق یک فرضیه خاستگاه پیکت‌ها اسکاندیناوی بوده‌است و بر این پایه زبان ایشان از شاخهٔ زبان‌های ژرمنی بوده و نیای زبان اسکاتس می‌باشد. نظریهٔ دیگری این زبان را هندواروپایی می‌انگارد.